# Cell (журнал)
Cell (в переводе с англ. — «клетка») — рецензируемый научный журнал, публикующий исследования по широкому кругу дисциплин наук о жизни. Освещаемые дисциплины включают молекулярную биологию, цитологию, системную биологию, стволовые клетки, биологию развития, генетику и геномику, протеомику, исследования злокачественных опухолей, иммунологию, нейробиологию, структурную биологию, микробиологию, вирусологию, физиологию, биофизику и вычислительную биологию. Журнал основан в 1974 году Бенджамином Льюином и публикуется два раза в месяц издательством Cell Press, входящим в корпорацию Elsevier.

## История
Бенджамин Льюин основал Cell в январе 1974 года под эгидой MIT Press. Затем в 1986 году он выкупил название и основал независимую компанию Cell Press. В апреле 1999 года Льюин продал Cell Press издательскому дому Elsevier.
Проект «Статья будущего» (англ. Article of the Future) в 2011 году удостоился награды PROSE Award за «выдающееся мастерство в биологических науках и науках о жизни» от профессионального и научного отделения издателей Ассоциации американских издателей.

## Влияние
ScienceWatch называет журнал номером один в категории наиболее влиятельных журналов (все сферы) за 1995—2005 года со средним значением 161,2 цитаты на журнал. «Доклады о цитировании журналов» сообщают, что импакт-фактор журнала в 2014 году составил 32,242, ставя его на первое место из 289 журналов по биохимии и молекулярной биологии.

## Содержание и особенности
В дополнение к оригинальным исследовательским статьям Cell в секции «Передовой рубеж» (англ. Leading Edge) публикует анонсы, мини-обзоры, обзоры, аналитические статьи, комментарии, эссе, переписку и «Моментальный снимок» (англ. Snapshot) — справочную систему с представлением новейших таблиц с номенклатурой, глоссарием, путями передачи сигнала и схематическими диаграммами клеточных процессов). Особенности включают также «Бумажные скрепки» (англ. PaperClips) — короткие беседы между редактором Cell и автором статьи, исследующие логическое обоснование и практическую применимость результатов исследований, и «Бумажные кадры» (англ. PaperFlicks) — видеосводки о статьях в журнале.

## Доступность
Контент старше 12 месяцев находится в свободном доступе, начиная с выпуска за январь 1995 года.

## Главные редакторы
- John Pham[англ.], 2018 — настоящее время
- Эмилия Маркус, 2003—2017
- Вивиан Зигель, 1999—2003
- Бенджамин Льюин, 1974—1999